# Garganta de los Montes
Garganta de los Montes è un comune spagnolo di 320 abitanti situato nella comunità autonoma di Madrid.